# سوئد در المپیک تابستانی ۱۹۸۴
سوئد در بازی‌های المپیک تابستانی ۱۹۸۴ که در شهر لس آنجلس ایالات متحده آمریکا برگزار شد، کاروان سوئد با ۱۷۴ ورزشکار در این رقابت‌ها شرکت کرد و موفق به کسب ۱۹ مدال (۲ طلا، ۱۱ نقره، ۶ برنز) شد. در جدول رتبه‌بندی توزیع مدال‌ها، سوئد در ردهٔ ۱۶ مسابقات قرار گرفت.